# Lymania
Lymania Read é um género botânico pertencente à família Bromeliaceae, subfamília Bromelioideae.
O gênero foi estabelecido em  1984 para "unir várias espécies desde Aechmea subgênero Lamprococcus, Araeococcus e Ronnbergia", um grupo de plantas nativas da Bahia, costa  tropical do Brasil. Também é encontrado na Bolívia. Modernas análises de DNA tem demonstrado que a classificação deste gênero foi estabelecido de maneira correta.
O gênero foi nomeado em homenagem ao botânico Lyman Bradford Smith (1904-1997).

## Espécies
- Lymania alvimii (L.B.Smith & R.W.Read) R.W.Read
- Lymania azurea Leme
- Lymania brachycaulis
- Lymania corallina (Brongniart ex Beer) R.W.Read
- Lymania globosa Leme
- Lymania marantoides (L.B.Smith) R.W.Read
- Lymania smithii R.W.Read
- Lymania spiculata Leme & Forzza

As espécies L. azurea, L. alvimii, e L. brachycaulis estão "em perigo" de extinção.